# Masanaga Harada
Masanaga Harada (jap. 原田 政長, Harada Masanaga; * um 1935) ist ein japanischer Jazzmusiker (Kontrabass).
Masanaga Harada spielte ab den 1950er-Jahren in der Tokioter Jazzszene; 1960 war er an Masao Yagis Album Plays Thelonious Monk beteiligt, der ersten LP mit Monk-Kompositionen  außerhalb der Vereinigten Staaten. In den 1960er-Jahren spielte er u. a. mit Toshiko Akiyoshi (Toshiko Meets Her Old Pals, 1961), Sadao Watanabe, Yuzuru Sera, Helen Merrill und Akira Miyazawa (Yamame, 1962); 1967 wirkte er bei Watanabes und Charlie Marianos gemeinsamen Album Iberian Waltz mit; im selben Jahr war er Mitglied der vom Swing Journal zusammengestellten All-Stars-Band.
Ab dieser Zeit arbeitete Harada auch mit Norio Maeda (Exciting Jazz Spirit, 1968), Teddy Wilson/Eiji Kitamura, Maki Asakawa, Martha Miyake und Masayuki Takayanagi (A Jazzy Profile of Jojo, 1970). Er war in den 1970er-Jahren (mit Jimmy Takeuchi) Mitglied des Kazuo Yashiro Trios und des Shoji Yokouchi Quartetts, dem auch Toru Konishi und Hajime Ishimatsu angehörten. Ferner wirkte er bei Aufnahmen von Peanuts Hucko/Shoji Suzuki, Muneyoshi Nishiyo, Eiji Kitamura, Ichiro Masuda/Hank Jones (The Song Is Ended, 1976) mit. Der Diskograf Tom Lord listet seine Beteiligung im Bereich des Jazz von 1960 bis 1976 bei 73 Aufnahmesessions.